# Зозуля, Руслан Петрович
Русла́н Петро́вич Зозу́ля (укр. Руслан Петрович Зозуля; род. 17 августа 1966, Липовец, Винницкая область) — народный депутат Украины, член ВО «Батькивщина» и фракции «Блок Юлии Тимошенко» (ноябрь 2007 — октябрь 2011), член бюджетного комитета (с декабря 2007 года), глава подкомитета по вопросам деятельности Счётной палаты и контроля за исполнением бюджета (с января 2008 года), секретарь Специальной контрольной комиссии ВР Украины по вопросам приватизации (с декабря 2007 года).

## Биография
Окончил Одесское высшее морское училище (1989), специальность «Судоходство на морских путях»; Международный институт менеджмента (1999), специальность «Внешнеэкономическая деятельность».
1983—1989 — курсант Одесского высшего морского училища.
1989—1992 — штурман Дунайского морского пароходства, г. Измаил Одесской области.
1994—1997 — заместитель директора ООО «Финансы и Кредит», г. Киев.
1997—2004 — директор ООО «Аскания», г. Киев.
2004—2006 — председатель наблюдательного совета ОАО «Гемопласт», г. Белгород-Днестровский Одесской области.
В апреле 2002 года — кандидат в народные депутаты Украины по избирательному округу № 138, Одесская область.
С апреля 2006 года по июнь 2007 года — Народный депутат Украины V созыва от Блока Юлии Тимошенко, № 93 в списке. Сложил депутатские полномочия 15 июня 2007 года.
С ноября 2007 года по декабрь 2012 года — Народный депутат Украины 6-го созыва от Блока Юлии Тимошенко, № 93 в списке. 18 октября 2011 года вышел из парламентской фракции «БЮТ-Батьківщина».